# Список екорегіонів України

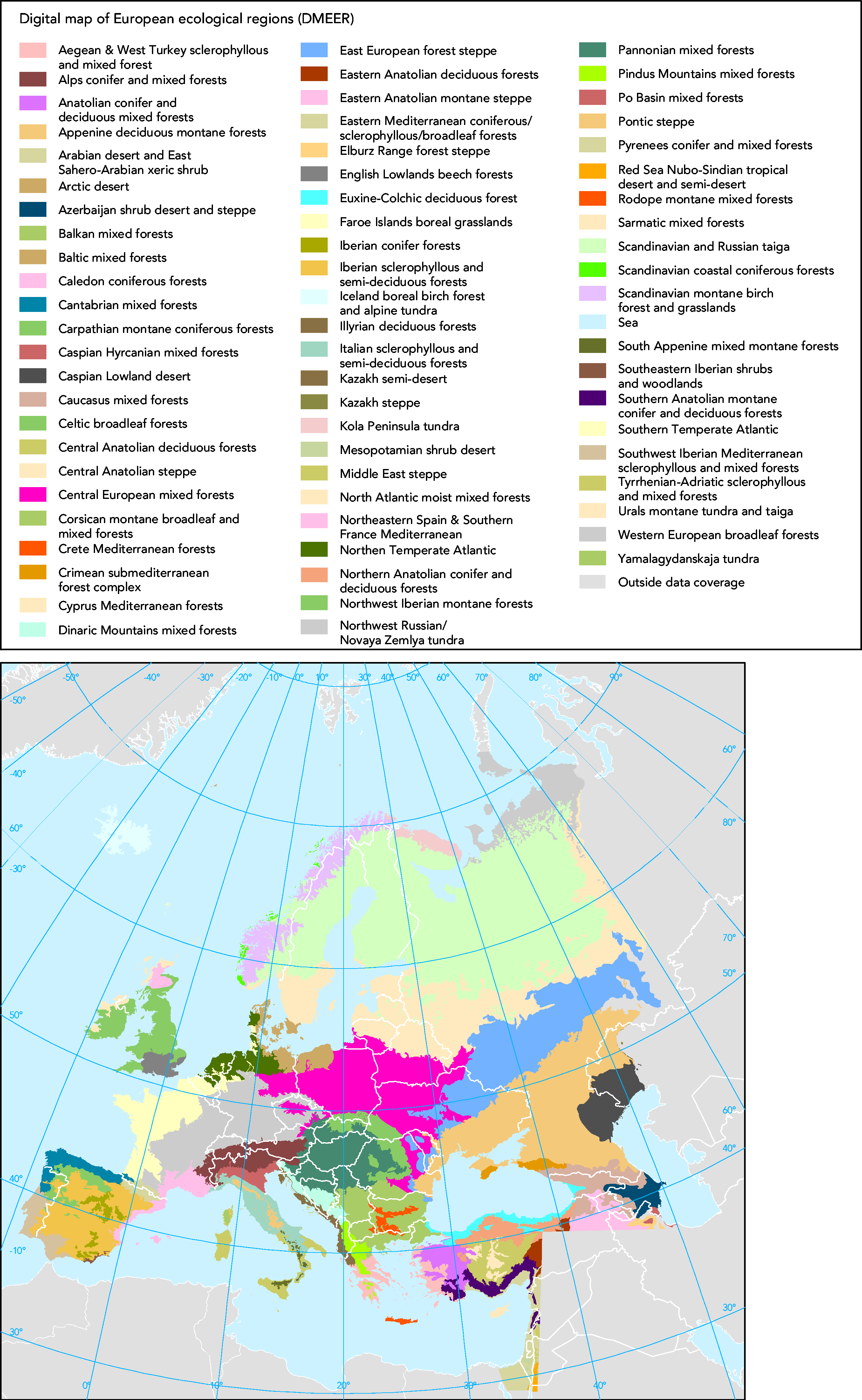
Цифрова карта європейських екологічних регіонів

Нижче наведено список екорегіонів України, за даними Всесвітнього фонду дикої природи (WWF):

## Наземні

### Помірні широколистяні та мішані ліси
- Центральноєвропейські мішані ліси — англ. Central European mixed forests, код — PA0412 (Австрія, Білорусь, Чехія, Німеччина, Латвія, Молдова, Польща, Румунія, Росія, Україна). Площа екорегіону — 72726866 га. WWF присвоїв критичний (Critical/Endangered) статус
- Кримський субсередземноморський лісовий комплекс — англ. Crimean Submediterranean forest complex, код — PA0416 (Росія, Україна). Площа екорегіону — 3004386 га. WWF присвоїв критичний (Critical/Endangered) статус
- Східноєвропейський лісостеп — англ. East European forest steppe, код — PA0419 (Болгарія, Молдова, Румунія, Росія, Україна). Площа екорегіону — 72726866 га. WWF присвоїв критичний (Critical/Endangered) статус.
- Паннонські мішані ліси — англ. Pannonian mixed forests, код — PA0431 (Австрія, Чехія, Румунія, Сербія, Словаччина, Словенія, Україна, Угорщина, Хорватія). Площа екорегіону — 30691359 га. WWF присвоїв критичний (Critical/Endangered) статус

### Хвойні ліси помірної зони
- Карпатські хвойні гірські ліси — англ. Carpathian montane forests, код — PA0504 (Україна). Площа екорегіону — 12509642 га. WWF присвоїв вразливий (Vulnerable) статус

### Помірні луки, савани і чагарники
- Понтійсько-каспійський степ — англ. Pontic steppe, код — PA0814 (Молдова, Румунія, Росія, Україна). Площа екорегіону становить 99403743 га. WWF присвоїв критичний (Critical/Endangered) статус

## Прісноводні

### Екорегіони зі спискуGlobal 200
- Дельта Дунаю — англ. Danube River Delta (Болгарія, Молдова, Румунія, Україна)

### Помірні заплави річок і водно-болотних угідь
- Центрально-Східноєвропейський регіон — англ. Central & Western Europe, код — 404. До його складу входить Українська частина басейну Західного Бугу.
- Дністровсько-Нижньо-Дунайський регіон - англ. Dniester — Lower Danube, код — 418;
- Кримський півострівний регіон - англ. Crimea Peninsula, код — 426;
- Донський регіон — англ. Don, код — 427;
- Дніпровсько-Південно-Бузький регіон — англ. Dnieper — South Bug, код — 425

## Морські
- Екорегіон Середземного моря — англ. Mediterranean Sea, код — 199

## Додатково
- Біогеографічні регіони Європи